# (24803) 1994 PP18
(24803) 1994 PP18 est un astéroïde de la ceinture principale d'astéroïdes découvert en 1994.

## Description
(24803) 1994 PP18 a été découvert le 12 août 1994 à l'observatoire de La Silla, au Chili, par Eric Walter Elst.

### Caractéristiques orbitales
L'orbite de cet astéroïde est caractérisée par un demi-grand axe de 2,46 UA, un périhélie de 2,27 UA, une excentricité de 0,08 et une inclinaison de 4,37° par rapport à l'écliptique. Du fait de ces caractéristiques, à savoir un demi-grand axe compris entre 2 et 3,2 UA et un périhélie supérieur à 1,666 UA, il est classé, selon la JPL Small-Body Database, comme objet de la ceinture principale d'astéroïdes.

### Caractéristiques physiques
(24803) 1994 PP18 a une magnitude absolue (H) de 15,7 et un albédo estimé à 0,221.